# Cistothorus
Cistothorus é um género de aves da família Troglodytidae.

## Espécies
Este género contém as seguintes espécies:
- Cistothorus apolinari Chapman, 1914
- Cistothorus meridae Hellmayr, 1907
- Cistothorus palustris (Wilson, A, 1810)
- Cistothorus platensis (Latham, 1790)
- Cistothorus stellaris (Naumann, J.F., 1823)